# Bandidus rydalmerensis
Bandidus rydalmerensis is een insect uit de familie van de mierenleeuwen (Myrmeleontidae), die tot de orde netvleugeligen (Neuroptera) behoort. 
Bandidus rydalmerensis is voor het eerst wetenschappelijk beschreven door New in 1985.